# Hardt (Baden-Württemberg)
Hardt é um município da Alemanha, no distrito de Rottweil, na região administrativa de Freiburg , estado de Baden-Württemberg.